# Corriere Italiano (1865-1907)

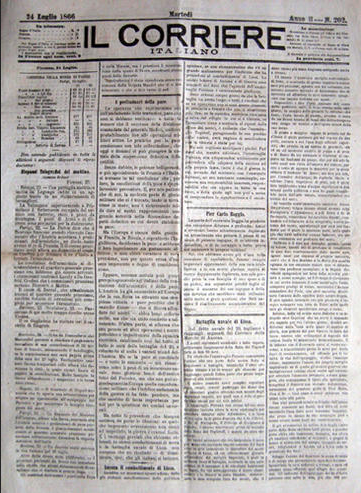
Exemplar do jornal

O Corriere Italiano foi um jornal italiano fundado em Florença em 1865 e publicado até 1907. Foi fundado pelo empresário e político lombardo Antonio Civelli, ex-editor do jornal milanês La Lombardia.

## História
Em 1865, Florença, a nova capital da Itália, tornou-se o centro da política italiana, atraindo empresários como Civelli, fundando o periódico que tinha a política como seu principal assunto. Civelli convidou para trabalhar com ele, o jornalista milanês Giuseppe Cesana, que fundara uma gazeta em Turim.
O periódico tinha como linha ideológica, a democracia. Em 1866, durante a Terceira guerra da independência italiana [it], teve uma circulação de cerca de 25 mil exemplares, por um tempo considerável.